# آندرش لارشون
آندرش لارشون (انگلیسی: Anders Larsson; ۲ ژوئیهٔ ۱۸۹۲ – ۴ ژانویهٔ ۱۹۴۵) کشتی‌گیر اهل سوئد بود.
وی در مسابقات کشوری و بین‌المللی در مجموع برندهٔ ۱ مدال طلا شده‌است.